# 小行星15849
小行星15849（15849 Billharper）是一颗绕太阳运转的小行星，为主小行星带小行星。该小行星于1995年12月18日发现。

## 轨道参数
小行星15849的轨道半长轴为2.9505138 UA，离心率为0.073。